# Karl Hunsinger
Karl Ludwig Hunsinger (* 7. April 1810 in Darmstadt; † 2. August 1870 in Hungen) war ein hessischer Geometer und Politiker und Abgeordneter der 2. Kammer der Landstände des Großherzogtums Hessen.
Karl Hunsinger war der Sohn des Maurermeisters Michael Hunsinger und dessen Ehefrau Anna Katharina, geborene Ritsert. Hunsinger, der evangelischen Glaubens war, heiratete Johannette Theodore Karoline Luise Friederike geborene Bichmann.
Hunsinger war Katastergeometer. Ab 1832 war er Geometer 1. Klasse im Kreis Friedberg und ab 1838 Steuerkommissär im Steuerbezirk Vöhl. Zum 18. Oktober 1842 wechselte er in gleicher Funktion nach Hungen, wo er ab dem 21. November 1842 wieder Geometer 1. Klasse war.
Von 1866 bis 1870 gehörte er der Zweiten Kammer der Landstände an. Er wurde für den Wahlbezirk Oberhessen 12/Ossenheim gewählt. In den Ständen vertrat er konservativ-liberale Positionen.